# Miniaturización

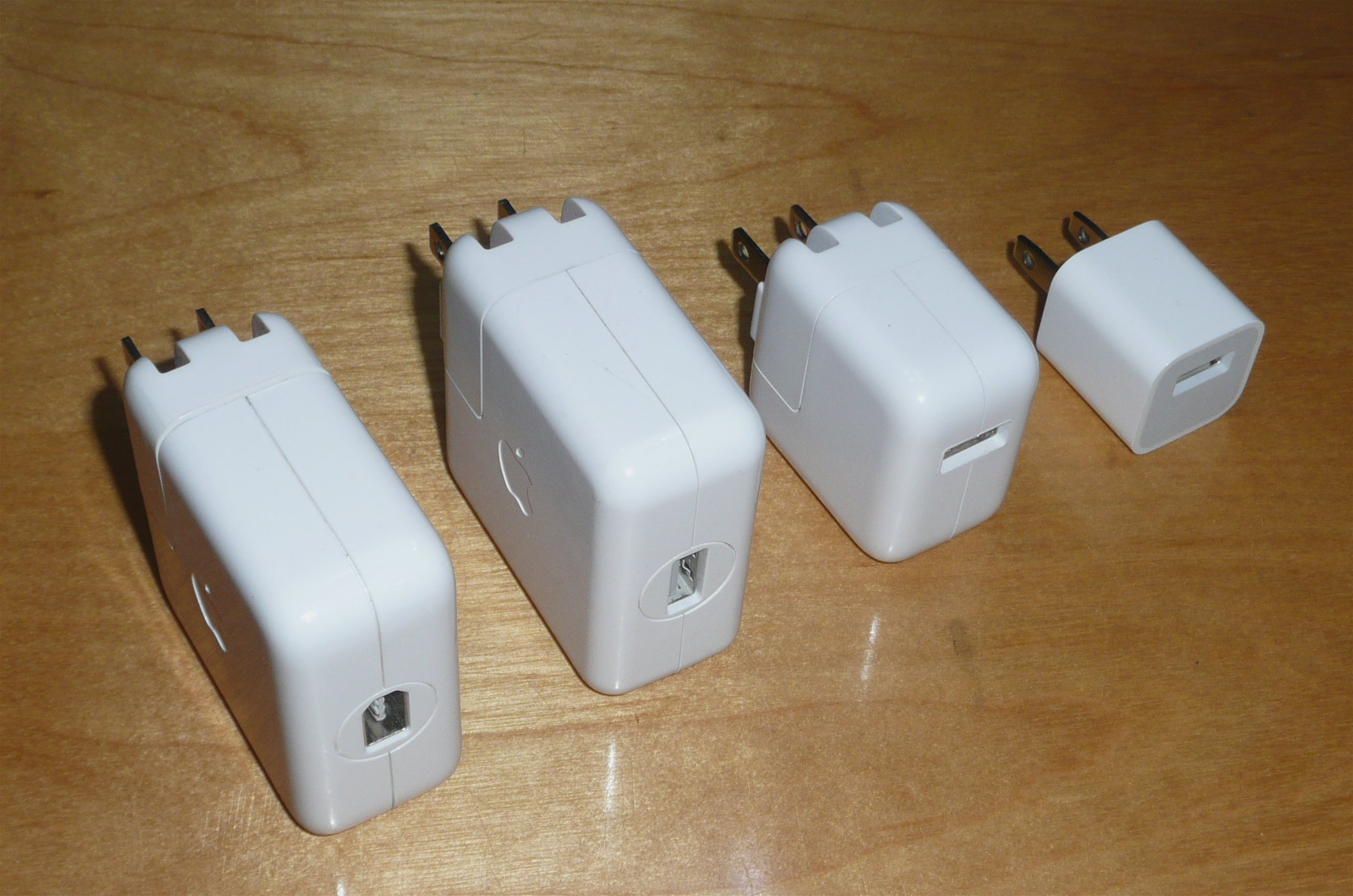
Evolución de miniaturización en los cargadores de Apple iPod.

Se denomina miniaturización al proceso tecnológico mediante el cual se intenta reducir el tamaño de los dispositivos electrónicos. 
La miniaturización de los dispositivos ha sido un buen parámetro para medir el avance y desarrollo del sector informático. Cuanto más pequeños son los dispositivos que se utilizan, mayor número de dispositivos caben en un mismo espacio, y por lo tanto, la potencia y eficiencia de nuestras computadoras mejora. El fenómeno de miniaturización y producción de componentes electrónicos fue descrito con gran precisión en 1965 por Gordon Moore, fundador de Intel Corporation, con la formulación de dos leyes. La primera ley de Moore establece que el tamaño de un transistor se reduce en un 50% cada año y medio. Por otro lado, la segunda ley de Moore dice que el coste por construir una planta para la fabricación de chips se duplica cada 3 años.

## Historia
Las primeras radios y otros dispositivos electrónicos dependían de la tecnología de los tubos de vacío. Como los tubos ocupaban relativamente mucho espacio, los aparatos que los empleaban solían ser muy voluminosos y pesados. A finales de los años 1940, el desarrollo del transistor ofreció una alternativa compacta a los tubos de vacío.
Los transistores podían lograr el mismo nivel de amplificación de potencia lograda mediante tubos, al tiempo que ocupaban mucho menos espacio y usaban sólo una pequeña fracción de la energía. A partir de los años 1960, el circuito integrado proporcionó otro nivel adicional de miniaturización.
Un circuito integrado del tamaño de un transistor podía realizar la función de veinte transistores. Hoy en día, el microprocesador, una mejora moderna de los circuitos integrados originales, puede incorporar las funciones de varias placas completas de circuitos impresos en un solo chip de bajo consumo eléctrico y que ocupa menos de trece centímetros cuadrados, posibilitando la fabricación de ordenadores portátiles más potentes que los enormes ordenadores centrales usados en las décadas de 1970 y 1980 respectivamente. Actualmente se utilizan técnicas bastantes compleja para la impresión de los circuitos integrados, como la nanolitografía. 
Intel Corporation es una empresa que junto con AMD (Advanced Micro Devices) ha liderado el mercado mundial de microprocesadores. Hoy en día Intel tiene la tecnología necesaria para fabricar transistores de 45, 32 y 22 nm.
La invención del mi permitió reducir el tamaño de los ordenadores, primero lo suficiente para colocarlos encima de la mesa, y más tarde para llevarlos en la mano. Los dispositivos de mano más completos disponen de varios megabytes (millones de caracteres) de espacio para almacenar archivos, enorme capacidad de cálculo, con utilidades de hoja de cálculo y gráficos, y los medios necesarios para enviar y recibir correo electrónico y recorrer Internet. En la fotografía se utiliza un pequeño ordenador para reprogramar el sistema electrónico de control de una moderna motocicleta.
Un sistema informático suele estar compuesto por una unidad central de proceso (CPU), dispositivos de entrada, dispositivos de almacenamiento y dispositivos de salida. La CPU incluye una unidad aritmético-lógica (ALU), registros, sección de control y bus lógico. La unidad aritmético-lógica efectúa las operaciones aritméticas y lógicas. Los registros almacenan los datos y los resultados de las operaciones. La unidad de control regula y controla diversas operaciones. El bus interno conecta las unidades de la CPU entre sí y con los componentes externos del sistema. En la mayoría de las computadoras, el principal dispositivo de entrada es el teclado. Dispositivos de almacenamiento son los discos duros, flexibles (disquetes) y compactos (CD). Dispositivos de salida que permiten ver los datos son los monitores e impresoras.